# Trofeo Indoor di Formula 1 1996
Il Trofeo Indoor di Formula 1 1995 fu l'ottava e ultima edizione di questa manifestazione motoristica. Si tenne  il 7 e 8 dicembre 1996, presso un circuito allestito all'interno del comprensorio fieristico di Bologna, quale evento del Motor Show. La vittoria venne conquistata da Giancarlo Fisichella su Benetton-Renault.

## Piloti e scuderie
La Minardi iscrisse Giovanni Lavaggi e Tarso Marques, che si erano alternati alla guida della monoposto numero 21 della scuderia faentina. Fecero il loro esordio nella manifestazione due scuderie: la Benetton, che iscrisse, al posto dei titolari Jean Alesi e Gerhard Berger due piloti italiani: Giancarlo Fisichella e Jarno Trulli (il primo aveva corso in stagione con la Minardi mentre il secondo non aveva ancora esordito in F1); la Ligier che presentò il pilota titolare Olivier Panis e Shinji Nakano.

### Tabella riassuntiva
| Team                            | Costruttore | Telaio | Motore                         | Gomme | Piloti               |
| ------------------------------- | ----------- | ------ | ------------------------------ | ----- | -------------------- |
| Equipe Ligier Gauloises Blondes | Ligier      | JS43   | Mugen-Honda MF-301 HA 3.0 V10  | G     | Shinji Nakano        |
| Equipe Ligier Gauloises Blondes | Ligier      | JS43   | Mugen-Honda MF-301 HA 3.0 V10  | G     | Olivier Panis        |
| Mild Seven Benetton Renault     | Benetton    | B196   | Renault RS8 3.0 V10            | G     | Giancarlo Fisichella |
| Mild Seven Benetton Renault     | Benetton    | B196   | Renault RS8 3.0 V10            | G     | Jarno Trulli         |
| Minardi Team                    | Minardi     | M195B  | Ford Cosworth Ford EDM3 3.0 V8 | G     | Giovanni Lavaggi     |
| Minardi Team                    | Minardi     | M195B  | Ford Cosworth Ford EDM3 3.0 V8 | G     | Tarso Marques        |

## Gara

### Resoconto
Dopo un turno preliminare vennero eliminati Tarso Marques e Olivier Panis. L'altro pilota della Ligier Shinji Nakano danneggiò la vettura nel turno preliminare. Venne così ripescato Marques.
Nelle due semifinali prevalsero i Giancarlo Fisichella, che batté 2-0 Tarso Marques e Giovanni Lavaggi che, nell'altra  sfida eliminò Jarno Trulli sempre per 2-0. In finale prevalse Fisichella per 2-0 su Lavaggi. Non venne disputata la finale per il terzo posto.

### Turno preliminare
| Pos | Pilota               | Team               | Punti |
| --- | -------------------- | ------------------ | ----- |
| 1   | Jarno Trulli         | Benetton-Renault   | 18    |
| 2   | Giancarlo Fisichella | Benetton-Renault   | 14    |
| 3   | Giovanni Lavaggi     | Minardi-Ford       | 10    |
| 4   | Shinji Nakano        | Ligier-Mugen Honda | 8     |
| 5   | Tarso Marques        | Minardi-Ford       | 6     |
| 6   | Olivier Panis        | Ligier-Mugen Honda | 2     |

#### Fase a eliminazione
|  | Semifinali           | Semifinali           | Semifinali       |                  |                      | Finale               | Finale | Finale |  |
|  |                      |                      |                  |                  |                      |                      |        |        |  |
|  | Giancarlo Fisichella | Giancarlo Fisichella | 2                |                  |                      |                      |        |        |  |
|  | Giancarlo Fisichella | Giancarlo Fisichella | 2                |                  |                      |                      |        |        |  |
|  | Tarso Marques        | Tarso Marques        | 0                |                  |                      |                      |        |        |  |
|  | Tarso Marques        | Tarso Marques        | 0                |                  | Giancarlo Fisichella | Giancarlo Fisichella | 2      |        |  |
|  |                      |                      |                  |                  | Giancarlo Fisichella | Giancarlo Fisichella | 2      |        |  |
|  |                      |                      | Giovanni Lavaggi | Giovanni Lavaggi | 0                    |                      |        |        |  |
|  | Jarno Trulli         | Jarno Trulli         | Giovanni Lavaggi | Giovanni Lavaggi | 0                    | 0                    |        |        |  |
|  | Jarno Trulli         | Jarno Trulli         |                  |                  |                      |                      |        |        |  |
|  | Giovanni Lavaggi     | Giovanni Lavaggi     | 2                |                  |                      |                      |        |        |  |